# 紀元前333年
紀元前333年（きげんぜん333ねん）は、ローマ暦の年である。ローマ建国紀元421年と呼ばれることもある。

## 他の紀年法
- 干支 : 戊子
- 日本
  - 皇紀328年
  - 孝安天皇60年
- 中国
  - 周 - 顕王36年
  - 秦 - 恵文君5年
  - 楚 - 威王7年
  - 斉 - 威王24年
  - 燕 - 文公29年
  - 趙 - 粛侯17年
  - 魏 - 恵王後元2年
  - 韓 - 昭侯30年
- 朝鮮
  - 檀紀2001年
- ベトナム :
- 仏滅紀元 : 212年
- ユダヤ暦 :

## できごと

### マケドニア

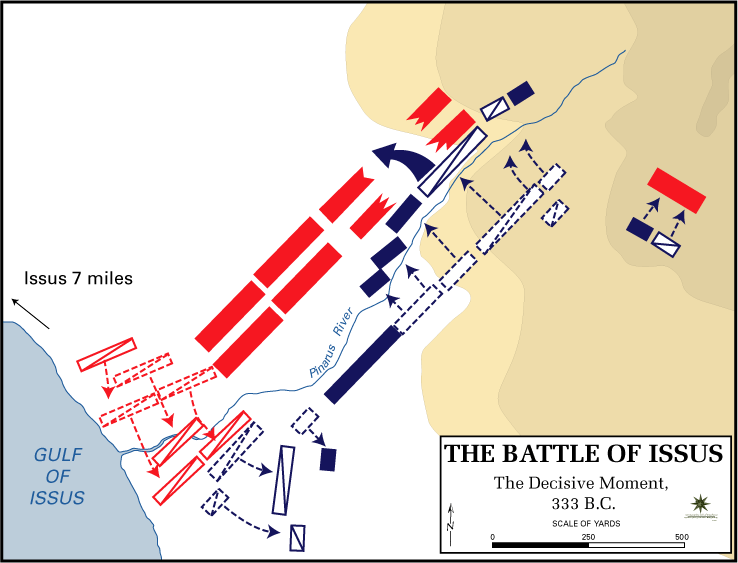
イッソスの戦い

- マケドニア王国のアレクサンドロス3世は、小アジア西部を攻め、リュキアとピシディアを征服した。
- アケメネス朝ペルシアの王ダレイオス3世は、ペルシアに亡命していたギリシア人傭兵隊長カリデーモスを、イッソスの戦いへの準備をしたとして処刑した。
- アレクサンドロス3世は、キリキアでのイッソスの戦いでペルシア軍に大勝したが、ダレイオス3世は逃亡した。ダレイオス3世は妻、2人の娘、母のシシュガンビスと多くの財宝を残して逃げた。ダレイオス3世の家族はアレクサンドロス3世に捕らえられ、厚遇された。
- アレクサンドロス3世は、将軍ネアルコスを新しく得たリュキアとパンフィリアのサトラップに、将軍アンティゴノス1世をフリギアのサトラップにした。
- アレクサンドロス3世は、ペルシア軍を拠点から孤立させるため、イッソスから南のシリアとフェニキアまで進軍した。
- ビブロスとサイダを得ると、アレクサンドロス3世はティルスを包囲攻撃した。
- ダレイオス3世からの和平を求める手紙の返事として、アレクサンドロス3世はダレイオス3世の無条件降伏を要求した。

### 中国
- 楚が斉を攻撃し、斉軍を破り、徐州を包囲した。斉の田嬰が張丑を派遣して楚の威王を説得すると、楚は軍を返した。

## 死去
- メムノン、ギリシアの傭兵隊長（* 紀元前380年）
- カリデーモス（英語版）、ギリシアの傭兵隊長
- アルサメス、アケメネス朝ペルシアの将軍
- レオミトレス、アケメネス朝ペルシアの将軍
- 釐侯、韓の君主
- 成侯、衛の第40代君主
- 文公（中国語版）、燕の第36代君主